# سورک
سورَک (به مازندرانی: سورِک) یکی از شهرهای استان مازندران ایران است.
این شهر مرکز شهرستان میاندورود است.
روستای سورک در ۱۵ دی ۱۳۷۵ تبدیل به شهر و در سال ۱۳۷۶ شهرداری آن تأسیس گردید.

## پیشینه
پیشینهٔ تاریخی سورک بیش از ۱۲۰۰ سال می‌باشد ولی آنچه مسلم است این است که این محل سابقه تاریخی طولانی را دارد که تاسیس آن به اوایل دوران سلجوقیان نسبت داده میشود. این شهر در دوران مختلف دستخوش حملات و اپیدمی های گوناگون شده‌است و  ویران گشت  
اما در زمان حکومت مرعشیان و میر تیمور مرعشی(300 ه‍.ق) سادات مرتضایی که از سادات مرعشی بودند به حکومت سورک دست یافتند و دوباره این مکان را رونق بخشیدند. (این موضوع می‌تواند دلیل خوبی باشد برای آنکه سورک قبل از۸۰۰هجری نیز دیاری آباد بوده و استقرار حکومت داشته‌است) در سال‌های۱۷۰هجری در درگیری حکام مرعشی به دستور میر سلطان مراد سپاهی به سورک حمله می‌کند و آن را به آتش می‌کشد تا حکومت سادات مرتضایی را از سورک براندازد.
در دوران حکومت میر سلطان مراد دوم سورک مورد تهاجم ملک بهمن قرار گرفت و بازار و خانه‌ها به آتش کشیده شد.
در سفرنامه کنت دو گو بینو سیاح و سفیر فرانسه در دربار قاجار از سورک نام برده شده‌است.
محمدعلی شاه قاجار نیز پس از شکست از مشروطه خواهان هنگام فرار صبح ر ادر سورک به سر برد و بعد از صبحانه به سمت روسیه گریخت.

## وجه تسمیه نام
نام‌های اماکنی که با سور جزء ترکیب دارند، می‌توانند با دو وجه متفاوت تحلیل شوند و به سبب درستی هر دو صورت از تعبیرات دوگانه، رد یا قبول آن‌ها آسان نخواهد بود.
- ابتدا می‌توان سور sur را همان سو (su) در ترکیبات سوت sut و سوته sutē و سوتک sutak و سوتاک دانست که در زبان طبری معنای نور و روشنایی حاصل از شعله‌های آتش دارد که وقتی با پسوندهای مکان از جمله بن و ک و واحد دفاعی کلا ترکیب شود، جهت سهولت در گفتار (ر) به سو اضافه می‌شود، بدون آنکه بار معنایی تازه‌ای به آن داده‌شود. با این نگاه ویژه به واژه سور می‌توان کلمه سو در طبری را دید.
- اما تعبیر دیگر سور در این زبان (طبری) بدون عنایت به فرضیهٔ بالا، سور (sur) و سر (sor) طبری خواهد بود که معادل فارسی سَرو (sarv) را در این زبان دارد. در نامیدن این درخت سخت چوب و سوزنی برگ که در حوزه‌های زبانی طبری در شرق و غرب و جلگه و کوهستان مازندران حتی قلمروی فرهنگی این زبان در رودبارهای لار، جاجرو، دماوند، ارنگه و طالقان که مشهور به سور و سر sor است، اتفاق گویش وجود دارد. آبادی‌هایی که با واژهٔ درخت ترکیب نام دارند، ابتدا در جنگلی پوشیده از نوع درختان خاص برای اولین بار بنیاد گذاشته می‌شوند و بهره‌برداری تدریجی با اقدام به قطع درختان طی سده‌های طولانی، سبب نابودی جنگلِ پیرامون آن‌ها می‌گردید و تنها واژه‌ای بی‌محتوا درترکیب نام آبادی به جا می‌ماند. نمونهٔ آن سرولات در شرق گیلان و سورکش در درهٔ کتول است. این درخت در زبان پهلوی سرو sarv و در بُندهش سرب sarb و سور و سر زبان طبری اشکال متنوع این نام در حوزهٔ زبان‌های گذشته و کنونی در ایران است. سرو درختی راست قامت و همیشه سبز و از شاه درختانِ اساطیری ایران است که در عرصه‌های گوناگون اساطوره، مذهب و ادب، شهرتی مستغنی از هر تعریف دارد.

"ک" در سورک همچون همه موارد مشابه، نشانه تصغیر است برای اسمی که به وسیله این علامت مصغر شده‌است؛ بنابراین سورک را می‌توان آبادی مستقر در جنگل کوچکی از درختان سرو دانست.

## موقعیت
سورک در 10 کیلومتری شرق ساری واقع است. مردم آن به مازندرانی صحبت می‌کنند.
این شهر از غرب با شهرستان نکا همسایه می‌باشد و در فاصلهٔ حدوداً ۳۰ کیلومتری بهشهر قرار دارد.
در شمال این شهر دریای مازندران و ساحل گهرباران قرار دارد.
در ناحیه جنوبی سورک و در حد فاصل کوهدشت، یک گسل سراسری با امتداد شمال شرقی-جنوب غربی وجود دارد که ناحیه دشت را پایین انداخته‌است. در حوزه این شهر ۳تیپ ناهمواری دیده می‌شود:
ناهمواری‌های بخش جنوبی که ارتفاع آن بین ۲۰۰ تا ۸۰۰ متر متغیر است و آخرین عوارض برجستگی البرز می‌باشد که در گذشته پوشیده از جنگل و اکنون باغات میوه هستند.
ناهمواری میانی که قسمت عمده سطح حوزه را تشکیل می‌دهد و از جلگه نسبتاً هموار آبرفتی تشکیل شده‌است که با شیب ملایم به سمت شمال و دریای مازندران کشیده شده‌است.
بخش شمال که ادامه جلگه‌ها به سمت دریاست و در امتداد ساحل به شکل زمین‌های ماسه زار و مردابی می‌باشد و ۱۰ تا ۳۲ متر از سطح دریای مازندران بالاتر است.

## مردم

### قومیت
مردم سورک از قومیت طبری هستند و ریشه در قوم باستانی تپوری (به یونانی: Τάπυροι) دارند. شهرهای آمل، چالوس، کلار، سعیدآباد و رویان جزئی از سرزمین قوم تپوری بودند.

### خطر انقراض قوم طبری
به گفته پژوهشگران آمار بالای طلاق، باروری کم، سالمندی و ازدواج پایین از مشکلات حوزه جمعیت در میان قوم طبری به ویژه طبری‌های مازندران محسوب می‌شود. پژوهشگران به روند پیری جمعیت قوم طبری اشاره نموده و بر لزوم توجه به سیاست جوانی جمعیت تاکید دارند. پژوهشگران خطر انقراض قوم طبری (مازندرانی) را در کشور خطر جدی میدانند. براساس غربالگری از ۴۳۰ هزار زوج طبری (مازندرانی) در سال ۱۴۰۱ حدود ۱۰ هزار زوج نابارور در مازندران شناسایی شدند.

### جمعیت
بر اساس سرشماری سال ۱۳۹۵ جمعیت این شهر برابر با ۹۲۰۸ نفر جمعیت بوده‌است.

### زبان
مردم سورک به گویش ساروی که گویشی از زبان طبری (مازندرانی) است صحبت می‌کنند.

## ساختار سیاسی
وضعیت موجود و همچنین ساختار تقسیمات کشوری فعلی میاندرود به صورت دقیق شامل پارامترهای زیر است:
۱- وسعت کلّی منطقه حدود ۴۸۳ کیلومتر مربع است.
۲- به لحاظ ساختاری، شاکلهٔ وجودی منطقه عبارتند از:
۲–۱- دو شهر با نام‌های سورک و طبقده
۲–۲- دو بخش با نام‌های مرکزی و گهرباران
۲–۳- تعداد ۴۵ پارچه روستا
- دهستان میاندرود بزرگ به مرکزیت روستای اسلام‌آباد با ۶ روستای تحت پوشش

- شهریارکنده
- محمدآباد دشت ناز
- پلنگ آزاد
- بیشه سر
- زیت سفلی
- زیت علیا
- دهستان کوهدشت شرقی به مرکزیت روستای جامخانه با ۲ روستای تحت پوشش

-پیله کوه
- اسرم
- دهستان کوهدشت غربی به مرکزیت روستای دارابکلا با ۱۲ روستای تحت پوشش

- کیاپی
- لالیم
- انجیل نسام
- بادله
- مرسم
- اوسا
- سرتا
- جناسم
- موسی‌کلا
- وارمی
- بازیارخیل
- سنه کوه
- بخش گهرباران به مرکزیت شهر طبقده با دهستان‌های زیر:
- دهستان گهرباران شمالی به مرکزیت روستای طبقده با ۱۱ روستای تحت پوشش

- اناردین
- عزت الدین
- چمازتپه
- دلمرز
- ولوجا
- برگه
- تجن لته علیا
- تجن لته سفلی
- محمدآباد گهرباران
- حسن‌آباد
- تازه آباد سپاه
- دهستان گهرباران جنوبی به مرکزیت روستای ماکران با ۹ روستای تحت پوشش

- ورندان
- ورکلا
- آسیابه‌سر
- بزمین آباد
- عباس‌آباد حلمسر
- قندارخیل
- سوربن
- قاجارخیل خورندین
- سیاه چنار

## مذهبی
مردم این شهر مسلمان و پیرو مذهب شیعه اثنی عشری می‌باشند.
مراسم عزاداری این شهر در ماه محرم و بخصوص در روز عاشورا بسیار شهرت دارد و هر ساله جمعیت زیادی برای مشاهده این مراسم از شهرها و استان‌های گوناگون به این شهر می‌آیند.
این مراسم سال‌های سال است که توسط مردم سورک برگزار می‌شود. در این روز پس از مراسم عزاداری و نماز ظهر عاشورا از میهمانان شهر در منازل مردم پذیرایی می‌شود.
مراسم عاشورای سورک بزرگترین مراسم عزاداری منطقه در روز عاشورا می‌باشد.

## جاذبه‌های طبیعی
دشت ناز
دشت ناز منطقه‌ای در ۲۹ کیلومتری شمال شرق ساری است. پیش از انقلاب اسلامی ایران، این منطقه که جزء زمین‌های ماترک رضاشاه بود، توسط عبدالرضا پهلوی توسعه یافت و در آن فرودگاه، کشاورزی مکانیزه و پناهگاه حیات وحش احداث گردید.
این منطقه در شهرستان میان‌دورود به مرکزیت سورک واقع گشته‌است و راه دسترسی آن از سه راه اسلام آباد به سمت ساحل گهرباران می‌باشد.
این منطقه حدود ۵۵ هکتار وسعت دارد و مرکز اصلی تکثیر در اسارت زیرگونه در آستانه انقراض گوزن زرد ایرانی است.
پناهگاه حیات وحش دشت ناز در موقعیت جغرافیایی N364205 E531211 در استان مازندران و در ۲۹ کیلومتری ضلع شمال شرقی ساری واقع شده‌است. مساحت آن در حدود۵۶ هکتار می‌باشد.
پوشش گیاهی: بلوط، انجیلی و ممرز.
پناهگاه حیات وحش دشت ناز با مساحتی بالغ بر ۵۶ هکتار طی مصوبه شماره ۶۳ مورخ ۲۱/۵/۱۳۵۴ شورایعالی محیط زیست به مجموعه مناطق تحت مدیریت سازمان پیوست
این پناه‌گاه که در حدود ۵۵ هکتار وسعت دارد و در شمال شرقی ساری با فضایی از جنگل‌های جلگه‌ای قرار گرفته، از سال ۱۳۴۶ به صورت محل تکثیر گوزن زرد ایرانی درآمده‌است. در این پناه‌گاه ضمن حفاظت و نگهداری گوزن زرد ایرانی که تعلیف آن‌ها دستی صورت می‌گیرد همه ساله تعدادی از گوزن‌های تولید شده را به زیست‌گاه‌های اصلی، یعنی حواشی رودخانه دز و کارون منتقل می‌کنند. تعدادی از گوزن‌های این پناه‌گاه به جزیره اشک در دریاچه ارومیه نیز انتقال داده شده‌اند. پیرامون این پناهگاه حصارکشی شده‌است و گوزن‌ها را از پشت دیوارهای سیمی می‌توان مشاهده کرد.
ویژگی‌های منطقه

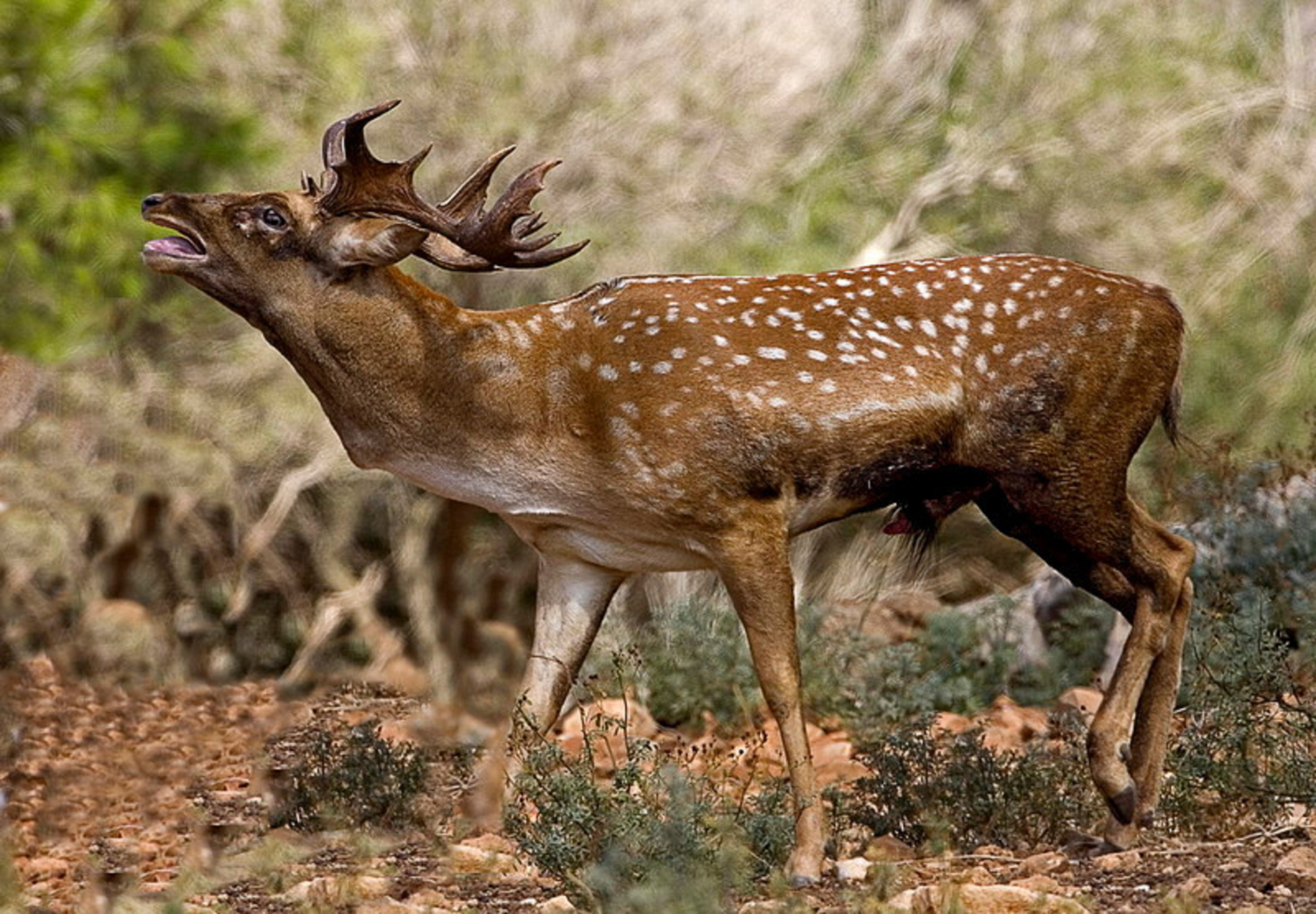

وجود دریای سحرانگیز گهرباران و دامنه‌های آرامش بخش و روح‌افزای کوه‌های البرز و نیز جنگل سرسبز و فرح‌انگیز میاندرود به همراه حدود ۲۷ نقطهٔ ثبت شدهٔ گردشگری، از قابلیت‌های فراوان این منطقه در توریسم است.
این منطقه کوهستانی که از جنگل‌های هیرکانی پوشیده شده‌است یکی ا ز منحصربه‌فردترین اکوسیستم‌های طبیعی کشور را دارا می‌باشد. وجود بیش از۴۴۷ گونه گیاهی خود مبین این موضوع است. از گونه‌های مهم گیاهی می‌توان از ممرز؛ راش؛ توسکا؛ انجیلی و لیلکی و از گونه‌های مهم جانوری می‌توان از گوزن زرد؛ مرال؛ شوکا؛ گربه جنگلی و قرقاول نام برد.
این پناهگاه زیستگاه یکی از نادرترین گونه‌های گوزن در جهان، یعنی گوزن زرد ایرانی است.
عوامل تهدیدکننده:
از مهم‌ترین عوامل تهدید می‌توان از اقزایش گونه گوزن زرد که خطری بالقوه برای گونه‌های اندمیک منطقه به حساب می‌آید نام برد.
ویژگی و سیمای عمومی منطقه (شامل وضعیت توپوگرافی، چشم‌انداز، پو شش گیاهی وگونه‌های شاخص گیاهی، وضعیت عمومی حیات وحش و گونه‌های شاخص و کریدورها)
به‌صورت لکه جنگلی جلگه‌ای بازمانده از اراضی جنگل جلگه‌ای در دشتی هموار و گونه‌های غالب آزاد و بلوط،
جاذبه‌های اکوتوریستی: اراضی جنگلی جلگه‌ای و نزدیک به شهر و روستا و جاده اصلی اسلام آباد-گهر باران
وضعیت عمومی اقتصادی اجتماعی: جوامع محلی و سکونت گاه‌های روستائی و معیشت کشاورزی و باغداری
تعارضات مهم منطقه: فشار ناشی از نگهداری و تکثیر گوزن زرد طی بیش از ۵ دهه، و تخریب پوشش جنگلی و عدم رویش درختچه‌ها ی جدید و جایگزینی
تجهیزات و امکانات: تجهیزات و امکانات حفاظتی مراکز محیط بانی و سر محیط بانی و با ۱ دستگاه خودرو و ۲ موتور تریل و تراکتور
سایر ملاحظات :در حال حاضر به عنوان مر کز تکثیر گوزن زرد ایرانی محسوب می‌گردد.

## کارخانه نکا چوب
این کارخانه از سال ۱۳۵۰ به منظور بهره‌برداری از جنگل‌ها تأسیس گردید. این کارخانه از لحاظ موقعیت مکانی هم‌اکنون در حاشیه روستای اسلام آباد قرار دارد، ولی به موجب ماده ۵ اساسنامه آن، مرکز اصلی این شرکت شهرستان ساری است.

## فرهنگی
دانشگاه منابع طبیعی 

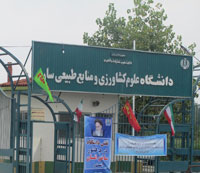
منابع طبیعی

دانشگاه علوم کشاورزی و منابع طبیعی ساری یکی از دانشگاه‌های دولتی ایران در استان مازندران است و تحت پوشش وزارت علوم، تحقیقات و فناوری می‌باشد. این مجموعه آموزشی-پژوهشی در سال ۱۳۵۳ هجری شمسی به صورت یک واحد آموزشی غیرانتفاعی به منظور ایجاد دوره‌های آموزش کشاورزی با نام مدرسه عالی مهندسی کشاورزی تأسیس گردید. رشته‌هایی که در بدو تأسیس پذیرای دانشجو گردید، رشته‌های کشاورزی عمومی، جنگل و مرتع و دامپروری بود. در سال ۱۳۵۸ این مرکز آموزش عالی به همراه چند مرکز دیگر زمینهساز ایجاد دانشگاه مازندران به مرکزیت شهر بابلسر گردیدند. پس از ارتقاء امکانات و قابلیت‌های مورد نیاز یک مؤسسه آموزشی، از اواخر سال ۱۳۷۶ دو دانشکده علوم کشاورزی و منابع طبیعی به‌طور منفک از هم مجوز تأسیس دریافت نمودند و از سال تحصیلی ۷۹–۱۳۷۸ نیز رسماً فعالیت آموزشی خود را آغاز کردند.

### دانشکدها
- دانشکده علوم زراعی
- دانشکده مهندسی زراعی
- دانشکده علوم دامی و شیلات
- دانشکده دانشکده منابع طبیعی
- پردیس بین‌المللی دانشگاه
- پژوهشکده ژنتیک و زیست فناوری کشاورزی
- پژوهشکده اکو سیستم خزری
- مرکز رشد واحدهای فناوری طبرستان

این دانشکده در کنار مسیر دسترسی نکا به ساری قرار گرفته و از لحاظ جغرافیایی در منطقه میاندرود واقع گشته‌است.

## محصولات
محصولات کشاورزی سورک برنج، مرکبات و توتون می‌باشد. بخش عمدهٔ کشاورزی منطقه مربوط به شالیزارهای برنج و باغات مرکبات می‌باشد. البته به تدریج از وسعت مزارع کاسته و تبدیل به اراضی غیر زراعی و عمدتاً مسکونی می‌شود. 

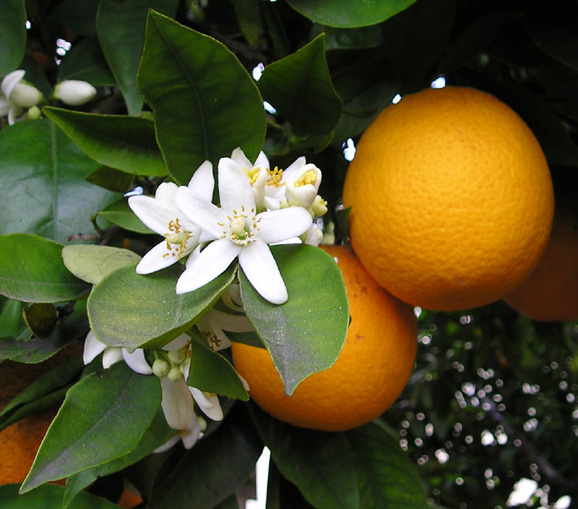
مرکبات

برنج

در شهر سورک ادارهٔ دخانیات نیز مستقر می‌باشد که مسئولیت فراوری محصول توتون کشت شده در روستاهای اطراف را برعهده دارد. دخانیات سورک در فاصله ۱۰ کیلومتری ساری- نکاء واقع شده از محوطه به وسعت ۱۱۰۰۰۰ متر مربع در واحد کارخانه عمل آوری و انبارها نگهداری و خرمنگیری مستقر می‌باشد که ظرفیت کارخانه جدید ریدرائینگ ۵/۷ تن در ساعت با دستگاه‌های مکانیزه جدید با واحد آزمایشگاه کنترل کیفی مدرن احداث گردیده‌است .

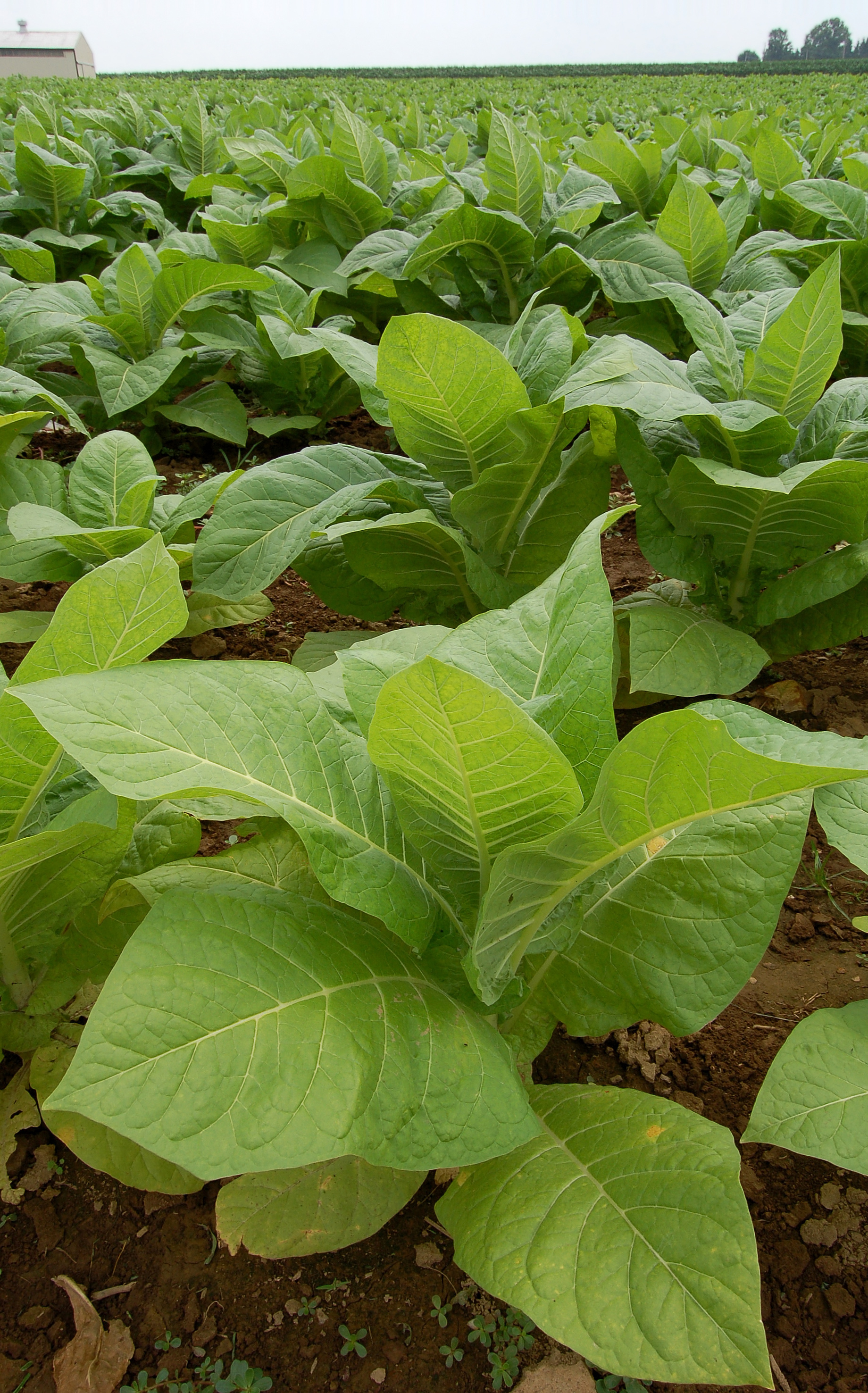
برگ توتون

این اداره زیر نظر شرکت دخانیات ایران و دفتر مازندران می‌باشد. روستاهای بزرگی چون دارابکلاء (میاندورود)، چلمردی (نکا)، مراکز کشت ویرجینیا و روستاهای تیرتاش و لمراسک (بهشهر) و جامخانه (میاندورود) مراکز اصلی کشت باسمأ مازندران می‌باشند، که دارای بیش از ۵۰ سال سابقه توتونکاری می‌باشند.
هم‌اکنون مجتمع دخانیات مازندران دارای ۴ اداره کشت و دو اداره ستادی که وظیفه ارائه خدمات فنی و ترویجی و تولید توتون را به عهده داشته و عبارتند از:
1. ۱- اداره دخانیات یک سورک
2. ۲- اداره دخانیات دو ساری
3. ۳- اداره دخانیات سه سورک
4. ۴- اداره دخانیات بهشهر
5. ۵- اداره کشت و ترویج
6. ۶- اداره خرید و نگهداری

## اعضای شورای شهر ( دوره ششم )
اعضای اصلی :
۱- مهدی ترابی
۲- میلاد یعقوب زاده
۳- شهربانو خداپناه
۴- محمد رضا طیبی
۵- غفار وفایی 